# Andrej Kantjelskis
Andrej Antanasovitj Kantjelskis (ryska: Андрей Антанасович Канчельскис, ukrainska: Андрій Антанасович Канчельскіс: Andrij Antanasovytj Kantjelskis)  född 23 januari 1969 i Kirovohrad (i nuvarande Ukraina), är en före detta sovjetisk och rysk fotbollsspelare med 17 spelade matcher för Sovjetunionen, sex för OSS och 36 för Ryssland. Han var mittfältare och en duktig tekniker.